# Gmina Andrzejewo
Gmina Andrzejewo là một gmina nông thôn (khu hành chính) ở huyện Ostrów Mazowiecka, Masovian Voivodeship, ở miền đông trung bộ của Ba Lan. Vị trí chính của nó là làng Andrzejewo, nằm cách Ostrów Mazowiecka khoảng 21 kilômét (13 mi) về phía đông của và cách thành phố thủ đô Warsaw 107 km (66 mi) về phía đông bắc.
Gmina có diện tích 118,64 kilômét vuông (45,8 dặm vuông Anh), và tính đến năm 2006, tổng dân số của khu vực này là 4.467 người (năm 2013 là 4.318 người).

## Làng
Gmina Andrzejewo bao gồm các làng và các khu định cư như Andrzejewo, Dąbrowa, Godlewo-Gorzejewo, Gołębie-Leśniewo, Janowo, Jasienica-Parcele, Kowalówka, Króle Duże, Króle Nam, Kuleszki-Nienałty, Łętownica-Parcele, Mianowo, Nowa Ruskołęka, Ołdaki-Polonia, Olszewo-Cechny, Pęchratka Mala, Pieńki Wielkie, Pieńki-Sobótki, Pieńki-Zaki, Przeździecko-Dworaki, Przeździecko-Grzymki, Przeździecko-Jachy, Przeździecko-Lenarty, Ruskołęka-Parcele, Stara Ruskołęka, Załuski-Lipniewo, Zaręby-Bolędy, Zaręby-Choromany, Zaręby-Warchoły và Żelazy-Brokowo.

## Các Gmina lân cận
Gmina Andrzejewo giáp với các gmina như Czyżew-Osada, Ostrów Mazowiecka, Szulborze Wielkie, Szumowo, Zambrów và Zaręby Kościelne.